# Divisor unitario
En matemática, un número natural a es un divisor unitario de un número b si a es un divisor de b y si a y {\displaystyle {\tfrac {b}{a}}} son coprimos, no teniendo un factor común diferente de 1. Así, 5 es un divisor unitario de 60, puesto que 5 y {\displaystyle {\tfrac {60}{5}}=12} tienen únicamente 1 como factor común, mientras que 6 es un divisor, pero no un divisor unitario de 60, dado que 6 y {\displaystyle {\tfrac {60}{6}}=10} tienen un factor común distinto de 1, que es 2. 1 es un divisor unitario de cualquier número natural.
Equivalentemente, un divisor a de b es un divisor unitario si y solo si todo factor primo de a tiene la misma  multiplicidad en a como esta la tiene en b.
La función suma de divisores unitarios se denota mediante la letra minúscula griega sigma, así: σ*(n). La suma de las k-ésimas potencias de los divisores unitarios se denota por σ*k(n):
{\displaystyle \sigma _{k}^{*}(n)=\sum _{d\mid n \atop \operatorname {mcd} (d,n/d)=1}\!\!d^{k}.}
Se denomina  número perfecto unitario a la suma de todos los divisorios unitarios propios de un número natural compuesto.

## Propiedades
El número de divisores unitarios de un número n es 2k, donde k es el número de factores primos distintos de n. La suma de divisores unitarios de n es impar si n es una potencia de 2 (incluyendo 1), y par de cualquier otra forma.
Ambas, cantidad y suma de divisores unitarios de n son funciones multiplicativas de n que no son completamente multiplicativas. La función generadora de Dirichlet es
{\displaystyle {\frac {\zeta (s)\zeta (s-k)}{\zeta (2s-k)}}=\sum _{n\geq 1}{\frac {\sigma _{k}^{*}(n)}{n^{s}}}.}

## Divisores unitarios impares
La suma de las k-ésimas potencias de los divisores unitarios impares es
{\displaystyle \sigma _{k}^{(o)*}(n)=\sum _{{d\mid n \atop d\equiv 1{\pmod {2}}} \atop \operatorname {mcd} (d,n/d)=1}\!\!d^{k}.}
Esta también es multiplicativa, con una función generadora de Dirichlet
{\displaystyle {\frac {\zeta (s)\zeta (s-k)(1-2^{k-s})}{\zeta (2s-k)(1-2^{k-2s})}}=\sum _{n\geq 1}{\frac {\sigma _{k}^{(o)*}(n)}{n^{s}}}.}

## Divisores bi-unitarios
Un divisor d de n es un divisor bi-unitario si el máximo común divisor de d y n/d es 1.  El número de divisores bi-unitarios de n es una función multiplicativa de n con orden medio {\displaystyle A\log x}, donde
{\displaystyle A=\prod _{p}\left({1-{\frac {p-1}{p^{2}(p+1)}}}\right)\ .}
Un número perfecto bi-unitario es aquel igual a la suma de sus divisores propios bi-unitarios.  Los únicos números así son 6, 60 y 90.